# Makaveli: The Don Killuminati: 7 Day Theory
Makaveli: The Don Killuminati: 7 Day Theory е последният албум, записан преди смъртта на Тупак Шакур. Албумът е записан през август 1996 и песните са сред последните, записани преди фаталната стрелба на 7 септември. Makaveli е мрачен и прочувствен албум, включващ някои от най-пламенните и поетични работи на Шакур. Въпреки че е издаден почти два месеца след смъртта му, този албум не е издаден посмъртно по начина, по който са издадени следващите албуми на Тупак, тъй като той завършва целия албум сам. Някои смятат, че тъй като Тупак е направил голяма част от цялата продукция и известна част от композицията, това е един от неговите най-автентични, достоверни албуми.
Докато All Eyez On Me е класически West Coast G-Funk албум, Makaveli е много по-мрачен. Стилът на рапиране на Шакур е емоционален както обикновено, но е усилен. След издаването си, албумът дебютира на първа позиция в класациите на Billboard и продава над 5 милиона копия. Албумът е записан само за 7 дни, въпреки че вокалите са написани и записани само за 3. Една от най-известните и харесвани песни от албума, Hail Mary, е написана и записана само за 30 минути.
Поради определени причини, този албум допълва Тупак теориите за конспирация до безкрай. Например, в първите няколко секунди (преди първия звън на камбаната) на първата песен Intro/Bomb First (My Second Reply) може да се чуе как глухо във фона някой казва Shoulda shot me (Трябваше да ме застреляш)!Също така, с години наред се вярвало, че вместо Shoulda shot me се е чувало да се казва Suge shot me(Suge ме застреля) – допълвайки конспирацията, че Suge Knight има нещо общо с убийството на Tupac. Ако пренаредите буквите от заглавието на албума, се озовавате с изречението OK on tha 7th u think I'm dead, yet I'm really alive(OK, на 7-и си мислехте, че съм мъртъв, но все пак аз наистина съм жив). Това кара някои хора да мислят, че Тупак е изиграл своята собствена смърт. Друго интересно нещо доказващо, че Шакур е изиграл смъртта си, е самия му псевдоним – Makaveli!Прякора му идва от стар италиански автор на име Niccolo Machiavelli – известен с това, че подобно на 2Pac е изценирал своята смърт в книгите си.

## Списък на песните
1. Intro/Bomb First (My Second Reply) (с участието на Young Noble & E.D.I. Mean от The Outlawz)
2. Hail Mary (с участието на The Outlawz & Prince Ital Joe)
3. Toss It Up (с участието на Danny Boy, K-Ci & JoJo & Aaron Hall)
4. To Live & Die in L.A. (с участието на Val Young)
5. Blasphemy (с участието на Prince Ital Joe & JMJ)
6. Life Of an Outlaw (с участието на The Outlawz & Bo-Roc)
7. Just Like Daddy (с участието на The Outlawz)
8. Krazy (с участието на Bad Azz)
9. White Man's World (с участието на Big D)
10. Me And My Girlfriend (с участието на Virginya Slim)
11. Hold Ya Head (с участието на Tyrone Wrice)
12. Against All Odds